# 溫丁
溫丁（羅馬化：Win Tin，1930年3月12日—2014年4月21日），緬甸政治人物、作家、诗人、记者。溫丁因參與緬甸最大反對黨全國民主聯盟並擔任要職，1989年被捕入獄，遭監禁長達19年。根据缅甸政府的说法，昂山素季从1988年开始进行的公民不服从运动是得到了溫的建议。

## 生平

### 早年
溫丁於1930年3月12日在英屬緬甸勃固省喬平考（Kyopinkauk）出生。他在學生時期曾就讀仰光著名的繆瑪中學，在仰光大學学习英语文学、现代历史和政治学，1953年取得学士学位。
曾为法新社工作，还为荷兰一家出版公司担任了三年顾问，还曾担任缅甸几家报纸的总编。1978年，他负责编辑的《汉达瓦底日报》(The Hanthawaddy Daily)因讥讽当地政府而被关停。

### 政党生涯
1988年，温丁和另外8位政治活动人士组建了全国民主联盟，在党内被称为“萨亚”(Saya)，意为“智者”。1990年全国民主联盟在昂山素季的带领下赢得全国大选，但是军政府拒绝让出权力。

### 被捕入獄
溫丁被以「反政府宣傳」的罪名判刑20年，其中一個原因是當時他試圖向聯合國揭露緬甸當局對獄中囚犯的不人道行為。政府称他是共产主义者，但溫丁不承认这个指控。他在獄中時已近八旬高齡，健康狀況相當不好，尤其監獄環境相當惡劣，他在裡頭遭受酷刑折磨，無法取得良好的醫療服務，當局把他關在一個專為軍犬設計的牢籠裡，沒有床且長期缺乏食物和水。
2006年起，緬甸當局禁止國際紅十字會對溫丁的探視。

### 獲獎與獲釋
2001年，溫丁被授予聯合國教科文組織吉列爾莫·卡諾世界新聞自由獎，以表彰他促進及捍衛言論自由的努力。同年他也獲得世界報業協會頒發的自由新聞金筆獎，該獎項表彰「以文字或行動的方式捍衛和促進新聞自由的個人、團體或機構」。
2008年9月23日，溫丁在服刑滿19年後獲釋。
獲釋後，溫丁努力重組全國民主聯盟，包括恢復每週例會；恢復定期圓桌會議，並將該會議訂名為「青年與未來」，過去翁山蘇姬也曾參與過此會議。除此之外，溫丁並定期探望政治犯家屬給予支持。溫丁还每周主持广播节目，用讽刺的手法来嘲笑政府，同时创办了一本政治性刊物。
2010年溫丁出版了回忆录《那是什么？人间炼狱》(What’s That? A Human Hell)，书中描述了他在狱中的生活。
2012年，昂山素季宣布将参加2015年缅甸总统选举，溫丁表示反对，认为军政府实行的宪法仍然有效，整个体制依旧腐败。
2014年4月21日，溫丁因肾脏和其他器官出现衰竭逝世。

## 家庭
温丁没有结过婚，领养一女，因温丁的原因而被迫流亡澳大利亚。